# Marignac (Tarn-et-Garonne)
Marignac é uma comuna francesa na região administrativa de Occitânia, no departamento de Tarn-et-Garonne. Estende-se por uma área de 5,07 km². Em 2010 a comuna tinha 115 habitantes (densidade: 22,7 hab./km²).